# Сахар (фильм, 2011)
«Сахар» (англ. Sugar) — российско-израильский короткометражный фильм 2011 года режиссёра Вадима Данцигера и сценариста Дани Фурмана. Картина стала участником Short Film Corner Cannes Festival 2011.

## История
В феврале 2011 года израильский сценарист Дани Фурман показал сценарий «Сахара» режиссёру Московского драматического театра имени М. Н. Ермоловой Вадиму Данцигеру. Чуть позднее к творческой группе присоединились: второй режиссёр Владислав Клепацкий, оператор — постановщик Василий Шульга, продюсер Евгений Поддубный. К участию в съёмках картины режиссёру удалось привлечь известных актёров театра и кино. Главные роли исполнили Владимир Фекленко («Глухарь»), Николай Козак («Атлантида», «Шпионские игры», «Камень»), Григорий Данцигер («Бригада», «Ликвидация»). Съемки проходили в московском кафе «Под Мухой» и длились всего 3 дня. Короткометражный фильм был снят и смонтирован менее чем за один месяц.

## Сюжет
Горя, Роби и Гас вечером в пятницу приходят в бар. Друзья много пьют и мало разговаривают. Горя отправляется к барной стойке, чтобы взять ещё одну рюмку и знакомится с Хардом. Попытка пьяного молодого человека рассказать новому знакомому грустную историю заканчивается массовой дракой. В результате погрома погибает женщина, которая находилась в баре с охранником. Уже в конце фильма выясняется, что драку друзья устроили специально, чтобы убить эту женщину.

## В ролях
| Актёр             | Роль       |
| ----------------- | ---------- |
| Владимир Фекленко | Горя       |
| Николай Козак     | Хард       |
| Григорий Данцигер | Роби       |
| Денис Бгавин      | Гас        |
| Наталья Кузнецова | министерша |
| Сергей Миронов    | охранник   |
| Ольга Пятышкина   | официантка |
| Василий Антонов   | бармен     |

## Саундтрек
В качестве саундтрека в фильме использована песня «Кассандра» группы «Би-2». В картине так же звучит ремикс DJ Некрасова на «Кассандру».

Как только рабочая группа услышала «Кассандру», поиск саундтрека был окончен. «Кассандра» идеально отвечает настроению фильма. Рефреном в течение всего фильма идут слова песни «вот, всё наоборот».— Режиссёр Вадим Данцигер